# Земляне (Звёздные врата)
Тау’ри (англ. Tau'ri) — в вымышленной вселенной Звездных врат это имя, данное жителям Земли и самой планете Гоа’улдами. В переводе с языка Гоа’улдов означает «первые» или «те, что с первого мира», указывая на то, что родина современных людей Млечного Пути как расы — человеческая Земля. Населению многих систем Млечного Пути земляне также известны как Тау’ри.
Согласно сюжету, открытие Земли и землян привело к заселению многих планет галактики людьми, частью из которых Гоа’улды могли управлять. Для достижения своих целей они использовали мифологии Древнего Египта, Майя, Древнего Китая и пр.

## История
Тау'ри были созданы Древними, представителями древней и невероятно продвинутой расой, плодами первой эволюции людей, желавшими заселить Млечный Путь разумными формами жизни. Однако проект не был завершён, так как Древним пришлось покинуть планету из-за вспыхнувшей эпидемии. Некоторые вернувшиеся застали население планеты в первобытной стадии.
Через некоторое время планета Тау'ри была найдена верховным Системным Лордом Ра, который захватил власть над планетой и с помощью Звёздных Врат распространил расу людей на множество других планет. Но в 3000 году до нашей эры, Ра был свергнут поднявшимся восстанием людей и тогда он покинул Землю, удалившись на планету Абидос. Его Звёздные Врата же были на долгие века скрыты от чужих глаз под египетскими песками.
Вновь Звёздные Врата увидели свет лишь в 1928 году. На протяжении шестидесяти шести лет велись исследования Звёздных Врат, пока в 1994 году доктор Дэниэл Джексон не открыл принцип их работы. Именно тогда земляне впервые осознанно воспользовались Звёздными Вратами.
В 1996, после нескольких вылазок гоа'улдов на Землю, правительством США было создано секретное подразделение для работы со Звёздными Вратами.